# Saint-Pons (Alpes-de-Haute-Provence)
Saint-Pons (okzitanisch Sant Ponç) ist eine südfranzösische Gemeinde im Kanton Barcelonnette im Département Alpes-de-Haute-Provence im Arrondissement Barcelonnette in der Region Provence-Alpes-Côte d’Azur. Saint-Pons hat 613 Einwohner (Stand 1. Januar 2022).

## Geographie
Die angrenzenden Gemeinden sind
- Les Orres im Norden,
- La Condamine-Châtelard im Nordosten,
- Faucon-de-Barcelonnette im Osten,
- Barcelonnette im Südosten,
- Uvernet-Fours im Süden,
- Les Thuiles im Westen.

Der Dorfkern liegt auf 1157 m im Tal der Ubaye, zwei Kilometer nordwestlich von Barcelonnette.

## Bevölkerungsentwicklung
| Jahr      | 1962 | 1968 | 1975 | 1982 | 1990 | 1999 | 2004 | 2009 | 2012 |
| --------- | ---- | ---- | ---- | ---- | ---- | ---- | ---- | ---- | ---- |
| Einwohner | 193  | 178  | 350  | 401  | 507  | 641  | 679  | 742  | 721  |

## Sehenswürdigkeiten
- Schloss
- Kirche Saint-Mayeul-et-Saint-Pons, ein Monument historique